# Yves Mankel
Yves Mankel (* 12. November 1970 in Gotha) ist ein deutscher Rennrodler.
Yves Mankel begann seine sportliche Karriere auf der Spießbergbahn in Friedrichroda. Zusammen mit seinem Partner Thomas Rudolph gewann er die Silbermedaille im Herren-Doppel bei den Olympischen Winterspielen 1992 in Albertville. Außerdem gewannen die beiden die Silbermedaille bei den Weltmeisterschaften 1991 in Winterberg.
Gemeinsam wurden die beiden Sportler des BSC Winterberg 1994 und 1996 Deutscher Meister, dazu errangen sie 1995 den dritten Platz. Außerdem wurden sie beim Rennrodel-Weltcup 1992 und 1996 jeweils Gesamtzweiter.
Für seine sportlichen Leistungen erhielt er am 23. Juni 1993 von Bundespräsident von Weizsäcker das Silberne Lorbeerblatt.

## Erfolge

### Weltcupsiege
Doppelsitzer
| Nr. | Datum         | Ort            | Bahn                  |
| --- | ------------- | -------------- | --------------------- |
| 1.  | 17. Jan. 1993 | La Plagne      | Piste de La Plagne    |
| 2.  | 3. Dez. 1995  | Innsbruck-Igls | Olympia Eiskanal Igls |